# Sulzbachtalbrücke (Saarland)

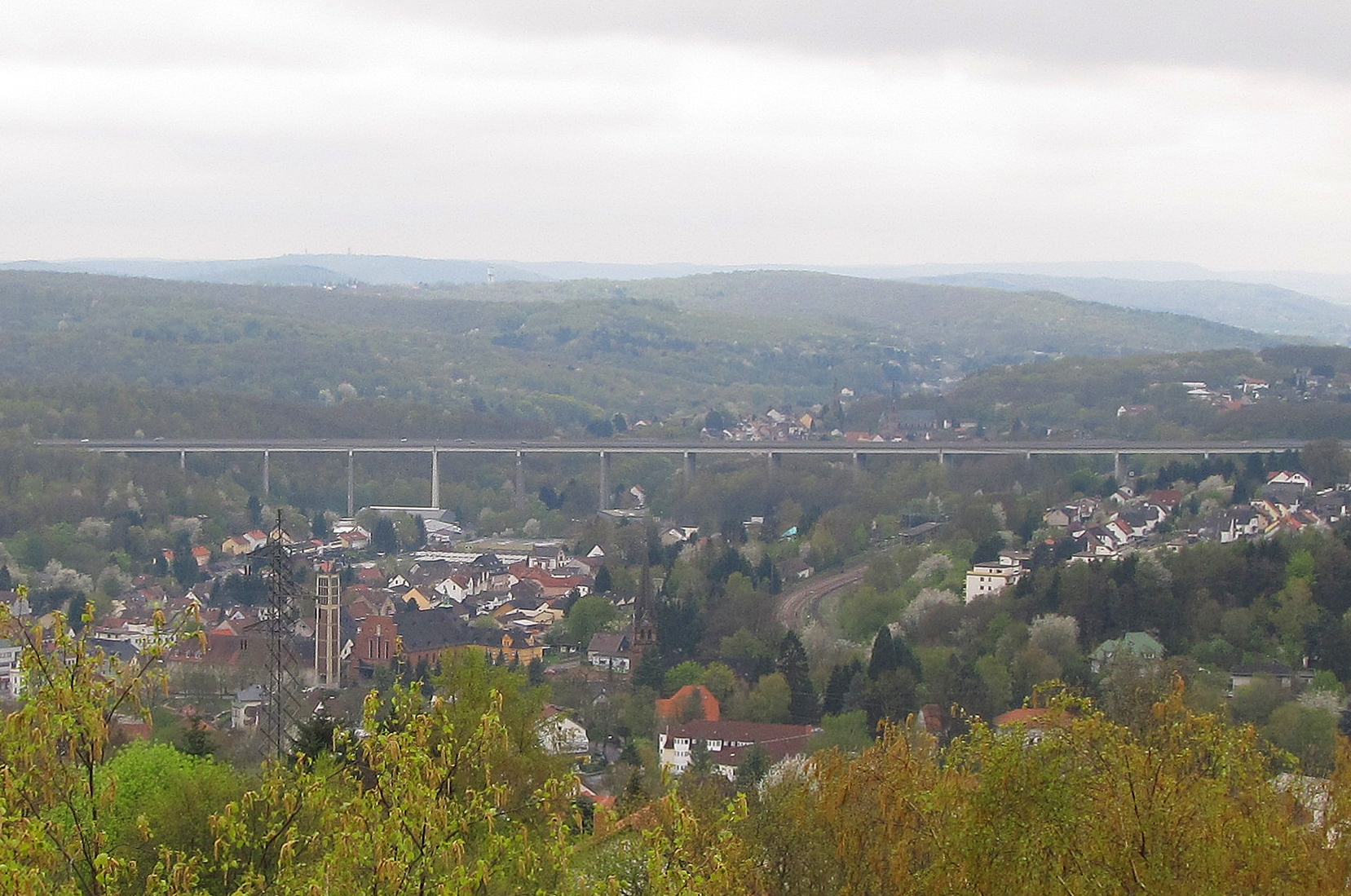
Sulzbachtalviadukt

Die Sulzbachtalbrücke ist eine Talbrücke über das Sulzbachtal zwischen Sulzbach/Saar und Friedrichsthal im Saarland.
Über die Brücke wird der Verkehr der Bundesautobahn 8 zwischen der Anschlussstelle Elversberg und dem Autobahndreieck Friedrichsthal (mit der Bundesautobahn 623) geführt. Sie überspannt die Nahetalbahn von Saarbrücken nach Bingen bzw. Gau-Algesheim zwischen den Bahnhöfen Sulzbach-Altenwald und Friedrichsthal (Saar). Die Fahrbahn ist dreistreifig in beiden Richtungsfahrbahnen, die rechten Fahrbahnstreifen sind in Richtung des Autobahndreiecks als Beschleunigungs- bzw. Verzögerungsstreifen gekennzeichnet.
Das insgesamt 31 Meter breite und 50 Meter hohe Bauwerk besteht aus jeweils einer Balkenbrücke pro Richtungsfahrbahn. Es wurde vom 21. März 1966 bis zum 10. Juli 1969 errichtet. Die Investitionssumme betrug rund 16,5 Millionen Deutsche Mark. Die im Grundriss gekrümmte Brücke ist 800 Meter lang und besitzt 16 Öffnungen mit jeweils 50 Meter Stützweite. Die beiden Überbauten haben einen Plattenbalkenquerschnitt mit vier nebeneinander liegenden Spannbetonfertigteilträgern. Die 15 v-förmigen Pfeilerpaare haben eine Flachgründung.
Eine Instandsetzung wurde Anfang der 2000er Jahre für 9,7 Millionen Euro durchgeführt.